# Robot przemysłowy

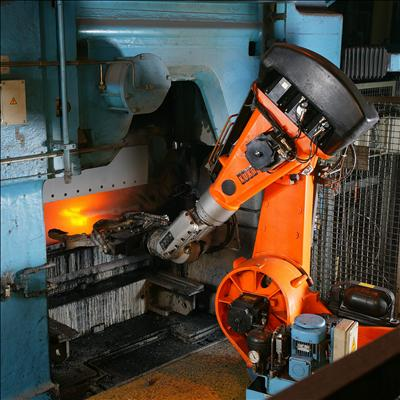
Robot przemysłowy przy pracy

Robot przemysłowy – manipulacyjny robot przemysłowy jest automatycznie sterowaną, programowalną, wielozadaniową maszyną manipulacyjną o wielu stopniach swobody, posiadającą właściwości manipulacyjne lub lokomocyjne, stacjonarną lub mobilną, dla ważnych zastosowań przemysłowych. Programowalność jest kluczową cechą robotów, odróżniającą je od mechanicznych manipulatorów. Oznacza, że zaprogramowane ruchy lub funkcje pomocnicze robota mogą być zmienianie bez zmiany struktury mechanicznej lub układu sterowania.

## Historia
Przyjmuje się, że rozwój techniki robotyzacyjnej rozpoczął się ok. 1954 r., mimo iż już w 1937 roku Griffith P. Taylor skonstruował urządzenie spełniające definicję robota przemysłowego, zawartą w normie ISO. Był to dźwig o pięciu osiach obrotu, napędzany pojedynczym silnikiem elektrycznym, skonstruowany z części dla modelarzy i majsterkowiczów „Meccano”. Program dla robota był dostarczany na papierowej taśmie perforowanej. Data 1954 jest związana z rozpoczęciem prac naukowo-badawczych nad budową maszyn manipulacyjnych dla przemysłu nuklearnego i poszukiwań oceanograficznych w USA. Pierwszy programowalny robot został zaprojektowany w 1954 r. przez Georga Devola. W 1956 r. prawa autorskie do tego robota wykupił student fizyki Uniwersytetu Columbia Joseph Engelberger, który założył firmę Unimation Company. Drugą firmą-prekursorem robotyki była Versatran. Pierwsze na świecie roboty przemysłowe, Unimate 1900 wyprodukowane przez Unimation, zainstalowano w fabryce General Motors w Trenton w stanie New Jersey w 1961 roku. Obsługiwały wysokociśnieniową maszynę odlewniczą. Praktycznie równolegle w zakładach Forda zainstalowano pierwszy Versatran Model C do obsługi prasy tłoczącej dwie podobne części karoserii.
Do roku 2013 najpopularniejszym robotem przemysłowym na świecie był IRB 2400 firmy ABB (ponad 14 tysięcy pracujących robotów).

## Rozwój robotów przemysłowych
Można wyróżnić trzy fazy rozwoju robotów i wytwarzającego je przemysłu:
- I (1954 – połowa lat 70.)- początkowy okres rozwoju; pierwsze jednostki wytworzone przez firmy Unimation, Versatran i Prab pojawiły się w 1962 r. w USA i w 1968 r. w Europie.
- II (połowa lat 70. – koniec lat 70.) – kilka firm amerykańskich podjęło produkcję przede wszystkim na potrzeby przemysłu motoryzacyjnego.
- III (po 1979) – gwałtowny rozwój robotyzacji, wzrost liczby producentów, odbiorców, nowych modeli i zastosowań[8]

## Rozwój robotyki przemysłowej w Polsce
Pierwsze prace nad konstrukcją robotów przemysłowych w Polsce podjęto na początku lat 70. Od 1976 r. prace naukowo-badawcze były prowadzone równolegle w kilkunastu ośrodkach, m.in. w Przemysłowym Instytucie Automatyki i Pomiarów, Instytucie Mechaniki Precyzyjnej w Warszawie oraz w Centrum Badawczo-Konstrukcyjnym Obrabiarek w Pruszkowie.
Pierwsze udane zastosowanie robotów w polskim przemyśle nastąpiło w 1976 r. w Olkuskiej Fabryce Naczyń Emaliowanych. Maszyny firmy DeVilbiss-Tallfa (obecnie ABB) zastosowano do zrobotyzowanego emaliowania natryskowego wanien i zlewozmywaków.
15 robotów firmy Unimation zostało zainstalowane w linii montażowej do zgrzewania punktowego nadwozia samochodu osobowego Polonez. Wykonywały one 384 z 1995 punktów zgrzewnych.

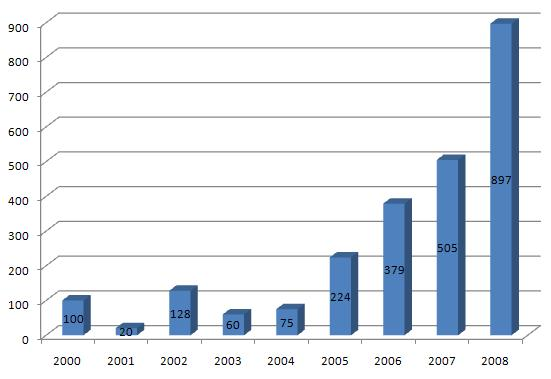
Szacunkowa roczna podaż robotów przemysłowych w Polsce w latach 2000–2009 (źródło World Robotics 2009)

## Zastosowanie
Roboty przemysłowe stosuje się w celu zastąpienia ludzi w pracy na stanowiskach uciążliwych i niebezpiecznych. Najczęściej wykonują one zadania ryzykowne (np. obsługa prasy lub praca w środowisku agresywnym chemicznie), monotonne (np. obsługa taśmy produkcyjnej) czy wymagające dużej siły fizycznej (np. rozładunek, załadunek), bądź wyjątkowej precyzji (np. zaawansowana obróbka materiałowa). Z drugiej strony stosowanie robotów ma na celu zwiększenie poziomu produkcji oraz zwiększenie wydajności i obniżenie kosztów produkcji. Roboty przemysłowe znajdują zastosowanie głównie w przemyśle elektromaszynowym, ale także w górnictwie, rolnictwie, transporcie, budownictwie, łączności, przemyśle chemicznym, leśnictwie, medycynie, hotelarstwie, kosmonautyce.

## Klasyfikacja robotów przemysłowych
Ponieważ robotyka jest stosunkowo młodą dziedziną nauki i nie jest jeszcze w pełni sformalizowana dlatego też nie ma jednego oficjalnego podziału. Klasyfikację można przeprowadzić na podstawie budowy, mobilności, sterowania oraz inne kryteria podziału:

### Budowa jednostki kinematycznej
Można wydzielić roboty o strukturze:
- Monolitycznej (stałej strukturze kinematycznej) konstrukcje można uzupełnić chwytakiem lub akcesorium dopuszczonym przez producenta.
- Modułowej (zmienna struktura kinematyczna) konstrukcje można całkowicie przekonfigurować dokładając, zabierając lub wymieniając moduł.
- Pseudo modułowej Posiadają jednolitą strukturę kinematyczną z możliwością wymiany niektórych elementów (zazwyczaj ostatnich ogniw w łańcuchu kinematycznym)

### Struktura kinematyczna
Jednostki robotów przemysłowych jako manipulatorów łączone są ze sobą za pomocą par kinematycznych. Człony można łączyć:
- Szeregowo – tworzące otwarty łańcuch kinematyczny[13]
  - Roboty kartezjańskie – Układ współrzędnych jest prostokątny a przestrzeń ruchu prostopadłościenna. Roboty tego typu wykorzystywane do transportu elementów oraz montażu. Nazywane także robotami suwnicowymi.
  - Roboty cylindryczne – Posiadają cylindryczną przestrzeń ruchową. Posiadają dwie prostopadłe względem siebie osie przesuwne i jedną obrotową.
  - Roboty SCARA – Posiadają trzy osie, przy czym dwie o ruchu obrotowym równoległym względem siebie, jedną postępową. Dzięki swojej budowie pozwalają na precyzyjny i szybki montaż lub pakowanie.
  - Roboty sferyczne – Posiadają jeden liniowy i dwa obrotowe zespoły ruchu.
  - Roboty przegubowe (antropomorficzne) – Są one najbardziej rozpowszechnione wśród robotów przemysłowych. Wszystkie 3 osie są obrotowe, działaniem i budową przypominające górną kończynę człowieka. Stosuje się je w przenoszeniu, paletyzacji, spawaniu, zgrzewaniu, lakierowaniu i innych.
- Równolegle – tworząc zamknięty łańcuch kinematyczny.
  - Tripody – składające się z trzech ramion równoległych.
  - Hexapody – składające się z sześciu ramion równoległych.
- Hybrydowe – będące połączeniem manipulatorów szeregowych i równoległych.

### Napęd
W zależności od rodzaju energii używanej do poruszania członami roboty przemysłowe możemy podzielić na:
- Pneumatyczne – nośnikiem energii jest sprężone powietrze.
- Hydrauliczne – nośnikiem energii jest płyn hydrauliczny.
- Elektryczne – poruszanie członów następuje przy pomocy silników elektrycznych.

Obecnie najpopularniejsze są roboty sterowane przy pomocy serwomechanizmów elektrycznych.

### Typy robotów przemysłowych
Wyróżnia się cztery podstawowe typy robotów przemysłowych:
- robot sekwencyjny – robot z układem sterowania, w którym ruchy w poszczególnych osiach następują w określonej kolejności, a zakończenie jednego ruchu inicjuje kolejny (PN-EN ISO 8373 2.10)
- robot sterowany według trajektorii – robot wykonujący procedurę sterowania, za pomocą której jest regulowany ruch w trzech lub większej liczbie osi do następnej żądanej pozycji (PN-EN ISO 8373.211)
- robot adaptacyjny – robot mający sterowanie sensoryczne, sterowanie adaptacyjne lub funkcję uczenia się z układem sensorycznym (PN-EN ISO 8373 2.12)
- robot mobilny – robot, który przenosi wszystkie środki niezbędne do jego kontroli i ruchu (układy zasilania, sterowania, napędu) (PN-EN ISO 8373 2.13)[15]

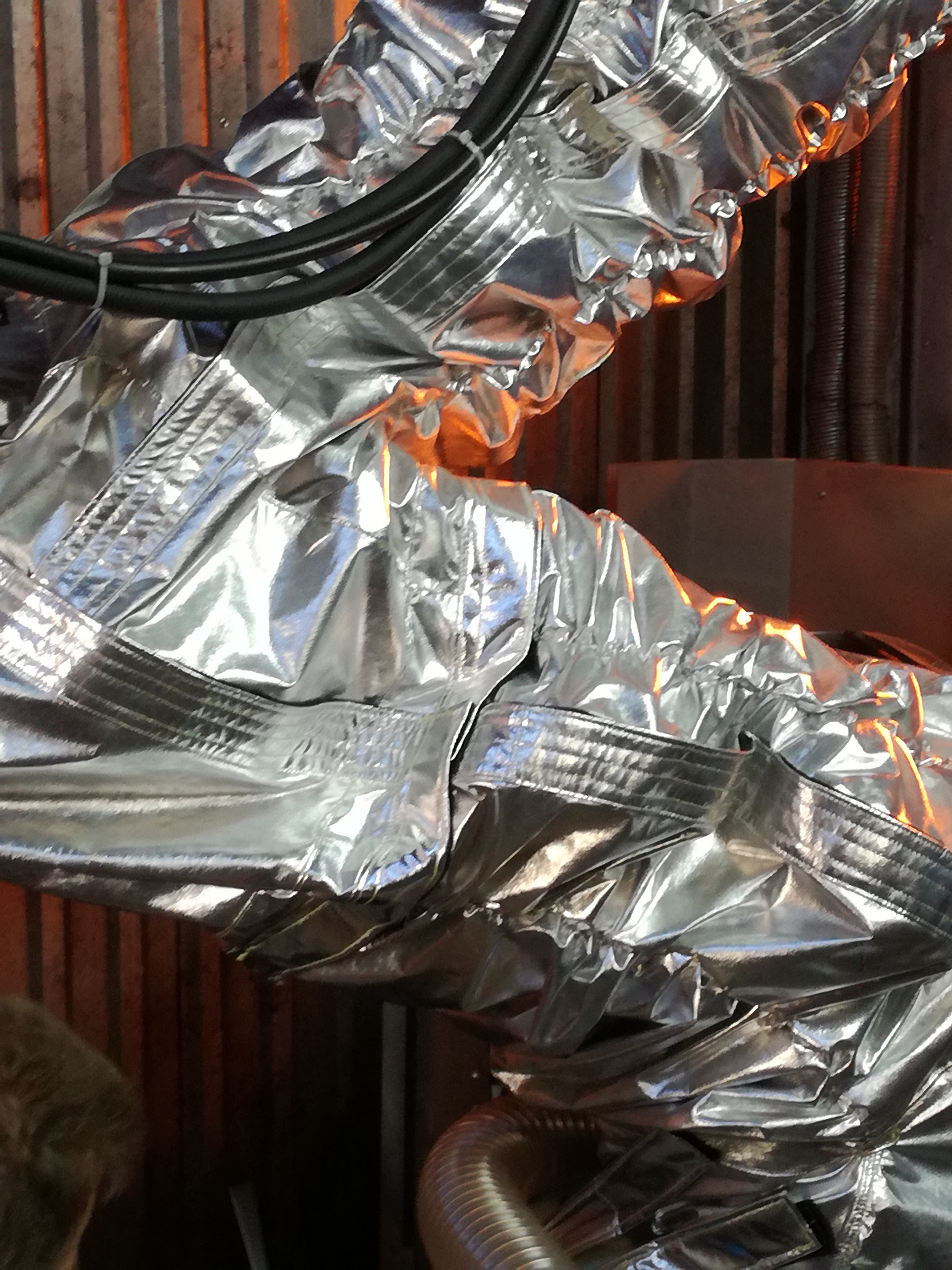
Przykład pokrowca ochronnego wyprodukowanego przez firmę EVOTEC z Lublina, który znalazł zastosowanie przy robocie w przemyśle odlewniczym

## Pokrowce ochronne na roboty przemysłowe
Pokrowiec ochronny to kompatybilna osłona ochronna współpracująca z maszyną lub manipulatorem. Stanowi ochronę części eksploatacyjnych maszyny przed bezpośrednim działaniem czynników środowiska pracy. Pokrowiec jest dopasowany do robota konstrukcyjnie i technologicznie, dzięki czemu maszyna ma swobodę ruchów.

### Zasady działania
W zależności od przeznaczenia pokrowiec ochronny izoluje robota od bezpośredniego działania czynników środowiska pracy urządzenia.
Konstrukcja pokrowca oraz jego materiał chroni robota przed działaniem:
- podwyższonej temperatury (powyżej 80 stopni C) – wpływu promieniowania cieplnego oraz przewodzenia ciepła wskutek kontaktu z gorącymi cząsteczkami,
- gorących cząsteczek stałych (powyżej 80 stopni C) – rozgrzanych cząsteczek metali lub tworzyw sztucznych, powstałych w procesach produkcyjnych, przetwarzaniu, spawaniu lub obróbce materiałów konstrukcyjnych,
- obniżonej temperatury (poniżej 0 stopni C) wynikającej ze środowiska pracy maszyny (chłodnia, nieogrzewany magazyn) lub detali z którymi dana maszyna ma kontakt (paletyzacja[17] mrożonek),
- substancji chemicznych, które są obecne w większości procesów produkcyjnych. Pokrowiec zapobiega wnikaniu substancji chemicznych razem z wilgocią lub zanieczyszczaniami stałymi, które pojawiają się na maszynach pod wpływem pracy. W zależności od środowiska są to substancje oleiste, smary, ciecze o pH kwasowym lub zasadowym, sole etc.,
- pyłów i drobnych cząstek stałych, powstałych podczas procesu produkcyjnego (pyły i odpady technologiczne) lub użyte do procesu (luźny materiał ścierny),
- wilgoci i odprysków cieczy – w tym opary cieczy znad parujących zbiorników wodnych, kąpieli technologicznych, kąpieli myjących, odpryski cieczy stosowanych do obróbki mechanicznej, opary środków smarujących formy etc.

### Właściwości

#### Materiały
Do wykonania pokrowców ochronnych na roboty przemysłowe wykorzystywane są głównie impregnowane tkaniny techniczne. Wynikowe właściwości fizykochemiczne materiałów technicznych zależą od:
- właściwości i parametrów tkaniny bazowej,
- sposobu połączenia materiału z powleczeniem
- właściwości materiału powleczenia.

#### Cechy charakterystyczne materiałów
- Odporność mechaniczna:
  - odporność na ścieranie i uszkodzenia mechaniczne warstwy wierzchniej,
  - odporność na łuszczenie i delaminację powleczenia,
  - odporność na załamania i zagniecenia powłoki materiału,
  - odporność na abrazyjne działanie cząstek stałych,
  - wysokie właściwości wytrzymałościowe,
  - odporność́ na przebicie i przecięcia,
- Odporność chemiczna[19]:
  - odporność na działanie większości substancji chemicznych (w zależności od parametrów procesu i stężenia substancji chemicznych),
  - odporność na przenikanie substancji chemicznych,
  - odporność na starzenie,
- Odporność i ochrona temperaturowa:
  - termoodporność w zakresie temperatur od –70 °C do 1200 °C,
  - ochrona przed łukiem elektrycznym,
  - elastyczność przy szerokim zakresie temperatur –70 °C do 1200 °C,
  - odporność na rozpryski gorących cząstek metali: aluminium, żelazo, inne,
  - ochrona przed kontaktem z gorącymi obiektami (praca w obecności gorących narzędzi, gorących powierzchni),
  - niepalność – zastosowanie specjalnego niepalnego wykończenia,
- Właściwości barierowe:
  - wodoszczelność – odporność na odpryski cieczy o różnym ciśnieniu,
  - odporność na wchłanianie ciekłych substancji chemicznych i wilgoci,
  - gazoszczelność – nie przepuszcza pary wodnej,
  - pyłoszczelność – nie przepuszcza cząsteczek stałych,
- Estetyczny wygląd i właściwości użytkowe:
  - odporność na wybarwienie i promieniowanie UV,
  - stabilność wymiarowa podczas pracy,
  - możliwość czyszczenia i konserwacji,
  - zachowana stabilność wymiarowa podczas konserwacji,
- Inne właściwości:
  - elektrostatyczność,
  - właściwości przewodzące,
  - powłoka materiału o charakterze hydrofobowym,
  - powłoka materiału o charakterze oleofobowym,
  - brak substancji, które mogą zaburzyć proces malowania (wypełniacze, spoiwo spoiwa, silikony, lateks, tłuszcze etc.)

### Przeznaczenie
Pokrowce ochronne stosuje się do różnych aplikacji:
- obróbki mechanicznej  – osłony ochronne mają za zadanie ochronę robota przed działaniem ścierniwa, pyłów lub zanieczyszczeń stałych (mokrych lub suchych) powstałych podczas obróbki mechanicznej materiałów. Osłony znajdują zastosowanie we wszystkich metodach obróbki wiórowej i ściernej, również w aplikacji obróbki strumieniowo-ściernej, gratowania czy piaskowania. W osłonach zwykle używane są materiały o wysokiej odporności na ścieranie warstwy wierzchniej oraz odporności na przenikanie cząsteczek stałych w postaci drobnoziarnistych pyłów.
- odlewnictwa  – osłony ochronne mają za zadanie ochronę urządzeń przed wpływem wysokiej temperatury oraz gorących cząstek stałych takich jak odpryski metali. W tego typu środowisku roboty i urządzenia narażone są na działanie promieniowania cieplnego, na rozpryski płynnego, gorącego metalu i żużlu, kontaktu z gorącymi przedmiotami czy skutkami tworzenia się łuków elektrycznych. W pokrowcach stosuje się specjalne, warstwowe materiały, które z jednej strony stanowią barierę cieplną (współczynnik odbicia promieniowania cieplnego ok. 97%), z drugiej strony, za sprawą użytej warstwy wykonanej z tkaniny aramidowej, pokrowce zapewniają odpowiednią trwałość i wytrzymałość mechaniczną.
- lakiernictwa  – osłony ochronne jednorazowego użytku, które wspomagają utrzymać czystość maszyny, dyszy lakierującej. Stworzone w celu ochrony urządzeń lakierniczych w procesie lakierowania powierzchni, klejenia lub przetwarzania materiałów (substancje takie jak: farby rozcieńczalne, farby proszkowe, podkłady, substancje używane w produkcji materiałów kompozytowych). Pokrowce stanowią ochronę przed substancjami chemicznymi w formie aerozolu, drobnych rozprysków lub strug cieczy. Nie wchłaniają ciekłych substancji chemicznych oraz wilgoci. Tworzą trwałą barierę ochronną dla cząstek o średnicy powyżej 1 mikrona. Pokrowce posiadają specjalne wykończenie antystatyczne, które zapobiega przywieraniu kurzu, pyłów i aerozolów powstałych podczas procesów technologicznych w przemyśle.
- spawalnictwa  – pokrowce ochronne stosowane w przemyśle spawalniczym, mające za zadanie ochronę maszyny przed działaniem gorących odprysków metali, ochronę przed pyłem, zanieczyszczeniami stałymi, wysoką temperaturą[20]. Pokrowce znajdują zastosowanie wszędzie tam, gdzie istnieje zagrożenie uszkodzenia maszyn poprzez działanie iskier i cząstek roztopionego metalu, różnego rodzaju procesy spawalnicze, lutowanie, zgrzewanie, cięcie metali etc. Osłony zabezpieczają urządzenia, roboty spawalnicze[21], zgrzewadła oraz obszary wokół tych urządzeń. Chronią i porządkują przewody spawalnicze, organizują roboczą przestrzeń spawacza lub robota specjalnymi kurtynami spawalniczymi.
- przemysłu spożywczego  – osłony ochronne mające za zadanie ochronę robota przed wilgocią i bezpośrednim działaniem substancji używanych w przemyśle spożywczym (tłuszcze, oleje, środki higieniczne i środki do czyszczenia stanowiska).
- aplikacji specjalnych  – osłony ochronne mające za zadanie ochronę maszyn o ściśle sprecyzowanych wymaganiach. Znajdują zastosowanie w pomieszczeniach produkcyjnych typu clean room oraz przemysł farmaceutyczny. Osłony mają za zadanie ochronę urządzeń, mechanizmów oraz elementów peryferyjnych takich jak zgrzewadła, pistolety natryskowe, różnego rodzaju przewody, węże, rury czy kable. Osłony porządkują stanowisko pracy, zabezpieczają przed plątaniem kabli i przewodów jednocześnie wydłużając ich żywotność.